# Саенко, Михаил Андреевич
Михаил Андреевич Саенко (1918—1997) — майор Советской Армии, участник Великой Отечественной войны, Герой Советского Союза (1944).

## Биография
Родился 25 сентября 1918 года в селе Снагость (ныне — Кореневский район Курской области). После окончания семи классов школы работал бухгалтером. В 1938 году был призван на службу в Рабоче-крестьянскую Красную Армию. Участвовал в боях на реке Халхин-Гол. В 1940 году окончил курсы младших лейтенантов. С начала Великой Отечественной войны — на её фронтах.
К октябрю 1943 года старший лейтенант Михаил Саенко командовал батареей 15-го отдельного истребительно-противотанкового дивизиона 180-й стрелковой дивизии 38-й армии Воронежского фронта. Отличился во время битвы за Днепр. 13 октября 1943 года в бою в районе села Лютеж Вышгородского района Киевской области Украинской ССР батарея под командованием Михаила Саенко отразила большое количество немецких контратак, нанеся противнику большие потери и продержавшись до подхода основных сил.
Указом Президиума Верховного Совета СССР «О присвоении звания Героя Советского Союза генералам, офицерскому, сержантскому и рядовому составу Красной Армии» от 10 января 1944 года за «образцовое выполнение боевых заданий командования на фронте борьбы с немецко-фашистскими захватчиками и проявленные при этом отвагу и геройство» был удостоен высокого звания Героя Советского Союза с вручением ордена Ленина и медали «Золотая Звезда» за номером 1777.
После окончания войны продолжил службу в Советской Армии. В 1950 году окончил курсы усовершенствования офицерского состава. В 1954 году был уволен в запас в звании майора. Проживал и работал в родном селе. Скончался 27 февраля 1997 года.
Был также награждён орденами Отечественной войны 1-й и 2-й степеней, рядом медалей.